# زبان قمری
زبان قُمُری (شیکومور) رایج‌ترین زبان در کشور قُمُر است. این کشور در اقیانوس هند در بین قاره آفریقا و ماداگاسکار واقع شده‌است.
زبان قمری از مجموعه‌ای از گویش‌های سواحلی تشکیل شده اما نسبت به زبان سواحلی تأثیر بیشتری از عربی پذیرفته‌است. هریک از جزایر اصلی کشور قمر گویش قمری خود را دارند. به گویش جزیره آنژوآن، شیندزوآنی گفته می‌شود، گویش جزیره موهِلی را شیموالی و گویش رایج در مایوت را شیمائوره می‌گویند. گویش جزیره گران کومور نیز شینگازیژا نام دارد.
تا سال ۱۹۹۲ برای این زبان الفبای رسمی وجود نداشت اما برای نوشتن آن هم از خط عربی و هم خط لاتین استفاده می‌شود.
به زبان قمری، شیماسیوا نیز گفته می‌شود که به معنی «زبان جزایر» است. سرود ملی قمر به این زبان نوشته شده‌است.
مردم قمر در کنار گویش‌های قمری به زبان فرانسوی و برخی به عربی نیز تسلط دارند. بسیاری از قمری‌های نسل دوم در ماداگاسکار هم‌اینک بیشتر به مالاگاسی صحبت می‌کنند.